# Carlos Pineda
Carlos Enrique Pineda López (ur. 23 września 1997 w Tegucigalpie) – honduraski piłkarz występujący na pozycji środkowego lub ofensywnego pomocnika, reprezentant Hondurasu, od 2019 roku zawodnik Olimpii.